# Márianosztra
Márianosztra es un pueblo húngaro perteneciente al distrito de Szob, condado de Pest.

## Superficie
Cuenta con una superficie de 20,27 km².

## Demografía
Hasta 2024 la población era de 938 habitantes, con una densidad de población de 46,27 hab/km².
| Gráfica de evolución demográfica de Márianosztra entre 2020 y 2024 |
|                                                                    |
| Datos según la Oficina Central de Estadística de Hungría.          |